# Calle 30 (Metro de Filadelfia)
Calle 30  es una estación de ferrocarril en la línea Market–Frankford, la Ruta 11, la Ruta 13, Ruta 34, Ruta 36 y la Ruta 10 de la línea verde del Metro de Filadelfia. La estación se encuentra localizada en 30th Street y Market Street en Filadelfia, Pensilvania. La estación Calle 30 fue inaugurada el 20 de junio de 1956.. La Autoridad de Transporte del Sureste de Pensilvania (por sus siglas en inglés SEPTA) es la encargada por el mantenimiento y administración de la estación.

## Descripción y servicios
La estación Calle 30 cuenta con 1 plataforma central (metro) y 2 plataformas laterales (tranvía) y 4 vías.  La estación cuenta con el servicio de trenes locales, es decir que operan todos los días entre 8:30 a. m. y 3:45 p. m., todas las noches, fines de semana y días festivos.

## Conexiones
La estación es abastecida por las siguientes conexiones: 
- Rutas de autobuses SEPTA: 9, 30, 31, 44, 62, 121 y LUCY
 Suburbanos: 124 y 125